# Webinar
Een webinar is een lezing, workshop, college of soortgelijke presentatie of vorm van kennisoverdracht die plaatsvindt via het internet. Het neologisme "webinar" is een porte-manteau (woordcombinatie) van de woorden "web" (dat wil zeggen world wide web) en "seminar". Webinars worden doorgaans live uitgezonden. Deelnemers kunnen het seminar rechtstreeks op hun eigen computer volgen en de spreker(s) zien en horen. Sommigen menen dat webinars eenrichtingsverkeer kunnen zijn (van de spreker naar het publiek toe, zonder interactie). Een webinar is een seminar met uitsluitend online publiek.
Een webinar is bijzonder geschikt om een grote groep deelnemers tegelijk te bereiken. De presentator maakt gebruik van een videocamera (of webcam) en microfoon. Deelnemers zien en horen alleen de presentator en niet elkaar. Vaak worden webinars georganiseerd vanuit een professionele webinarstudio.
Via een webinar kan men veel mensen op diverse plaatsen bereiken zonder dat men zich hoeft te verplaatsen. Verschillende aanbieders stellen webinars achteraf beschikbaar via video-on-demandpagina's.

## Interactiviteit
Webinars zijn doorgaans interactief. Dat wil zeggen dat de kijker de mogelijkheid heeft om in contact te komen met de spreker(s). Veelal geschiedt dit via een vragenformulier, maar ook een poll behoort hierbij tot de mogelijkheden. Interactieve webinars maken contact over en weer mogelijk, waardoor deelnemers door middel van vraag-en-antwoordsessies kunnen participeren.

## Ecologisch verantwoord
Een van de belangrijkste redenen voor organisaties om een webinar te organiseren, is het vervallen van de reistijd. Daarmee wordt het aantal reisbewegingen fors beperkt en wordt een webinar beschouwd als een 'groen' alternatief voor een seminar of ander fysiek evenement.

## COVID-19
Tijdens de coronacrisis is de vraag naar webinars aanzienlijk gestegen. De reden hiervoor is de lockdown en de beperkingen in het aantal reisbewegingen die vanuit overheden werden opgelegd. Webinars zijn daarmee een effectief alternatief gebleken.

## Marketing en communicatie
Een webinar maakt doorgaans deel uit van de marketing- of communicatiestrategie van een organisatie. Naast het informeren van een doelgroep is een webinar bij uitstek geschikt om prospects te 'nurturen'. Daarnaast is het geven van een softwaredemo met behulp van een webinar makkelijk en efficiënt. Door een webinar te organiseren komen organisaties op een interactieve en kosteneffectieve manier in contact met de beoogde doelgroep.